# Cathédrale de la Sainte-Trinité de Dresde
 (août 2025).
Pour les articles homonymes, voir Cathédrale de la Sainte-Trinité.
La cathédrale de la Sainte-Trinité appelée aussi en allemand Katholische Hofkirche est la cathédrale catholique de Dresde en Allemagne. Elle est située dans la « vieille ville ».
Symbolique de Dresde, elle a été construite par l'architecte Gaetano Chiaveri (de) entre 1739 et 1755.

## Historique

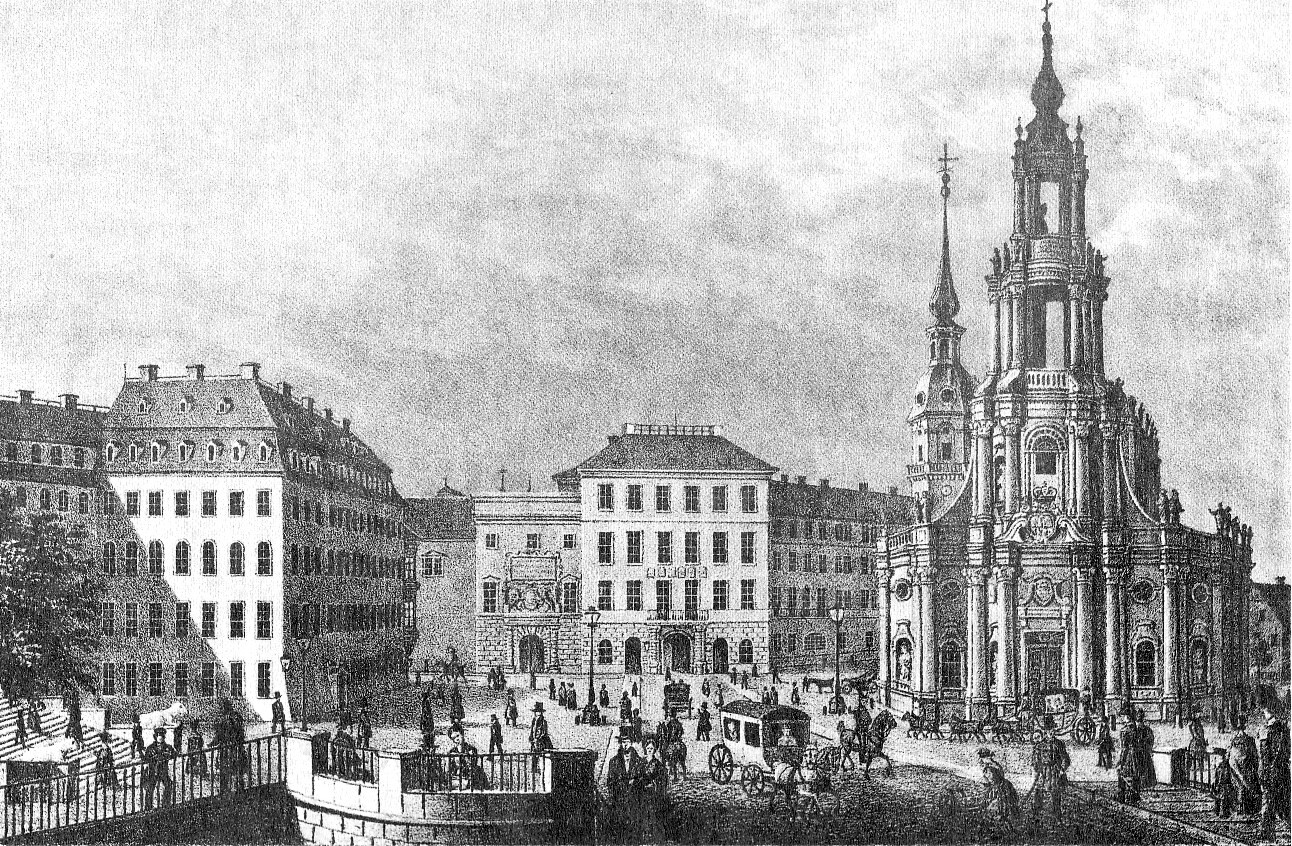
Place du château en 1850.

Le roi Auguste II le Fort, portant peu d'intérêt à la religion catholique, après s'être converti au catholicisme en 1697 pour pouvoir devenir roi de Pologne, faisait dire la messe dans une modeste chapelle du château de la Résidence de Dresde, puis à partir de 1707 dans l'opéra vide près du château. Lorsque la population luthérienne de la ville, a été sur le point de construire l'église Notre-Dame (Frauenkirche), l'édifice sacré protestant le plus important d'Europe, le roi Auguste III de Pologne voit alors la nécessité de construire un pendant catholique. Mais à cette époque, il n'était pas facile d'édifier une église catholique dans une ville protestante, même pour le roi ! C'est pourquoi les plans et les préparatifs de la construction ont été faits dans le plus grand secret. Le roi s'est adressé à l'architecte italien Gaetano Chiaveri (de) qui va la construire entre 1739 et 1755 en style baroque. Elle est considérée comme l'une des plus grandes églises de Saxe. La cathédrale est consacrée le 29 juin 1751 par le nonce apostolique en Pologne, l'archevêque Alberico Archinto, et dédiée à la Sainte Trinité. Les habitants de Dresde, en majorité luthériens, ont toujours refusé à l'église catholique de pouvoir faire sonner les cloches. Ce n'est qu'en 1806, lorsque l'empereur français Napoléon Ier fait du duché électoral de Saxe un royaume, que retentissent pour la première fois ses cloches.

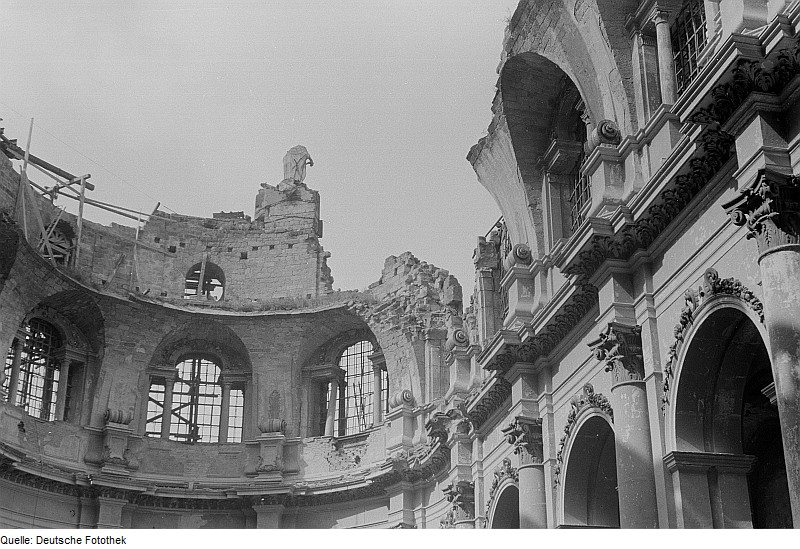
Après les destructions en 1948.

La crypte de la cathédrale accueille le cœur de l'électeur de Saxe et roi de Pologne Auguste II, ainsi que les dépouilles de 49 membres de la maison de Wettin, depuis qu'Auguste II s'est converti au catholicisme le 1er juin 1697. Avant son règne, la maison de Wettin était une dynastie luthérienne dont les membres étaient inhumés à la cathédrale de Freiberg. Auguste II, quant à lui, repose à la cathédrale du Wawel à Cracovie.
Au cours de la Seconde Guerre mondiale, lors du bombardement de Dresde du 13 au 15 février 1945, l'église a été frappée à plusieurs reprises par les bombes, ce qui l'a fortement endommagée. Le toit et la voûte se sont effondrés à l'intérieur de l'édifice, et certains murs extérieurs ont été complètement détruits. La reconstruction par la République démocratique allemande a commencé en 1962 et a duré tout le reste du XXe siècle. Les traces des destructions sont encore visibles sur les différences de couleur des pierres de la nef. Trois des chapelles d'angle magnifiquement conçues ont été restaurées à l'original.
Depuis 1980, sur décret papal de Jean-Paul II, la cathédrale est le siège du diocèse de Dresde-Meissen.

## Description
À l'extérieur, 78 statues de saints décorent la balustrade qui entoure la nef, et sur la tour on trouve quatre statues allégoriques des trois vertus théologales, c'est-à-dire de la Foi, de la Charité, de l'Espérance et de celle de la Justice, qui ont été réalisées par le sculpteur italien Lorenzo Mattielli (de).
L'aménagement intérieur est richement décoré. On peut y admirer un orgue du facteur Johann Gottfried Silbermann, une chaire rococo du sculpteur Balthasar Permoser et des peintures de Anton Raphael Mengs. Dans la crypte sont conservés les sarcophages de plusieurs rois et princes de Saxe ainsi que le cœur d'Auguste le Fort dont le corps repose dans la cathédrale de Cracovie.
Une pietà en porcelaine de Saxe, œuvre de Friedrich Press datant de 1973, se trouve dans la chapelle latérale dédiée aux « victimes du 13 février 1945 et de toute violence injuste ».

## Galerie d'images

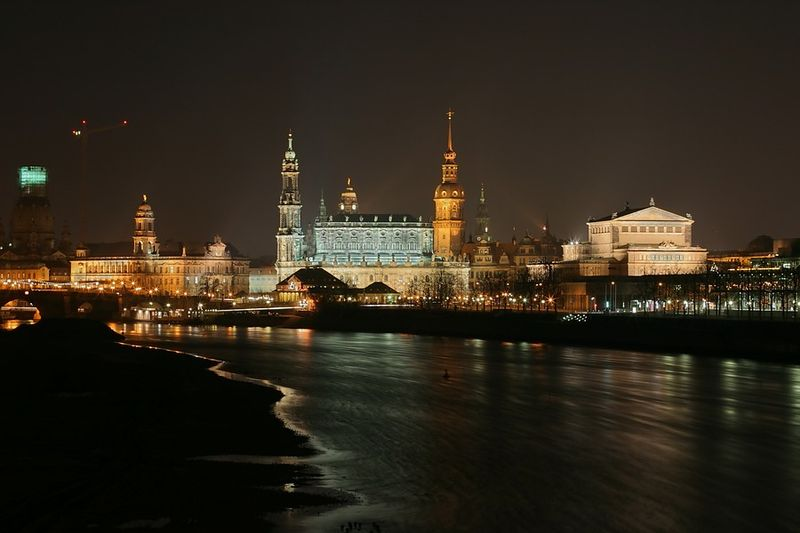
La cathédrale illuminée la nuit.
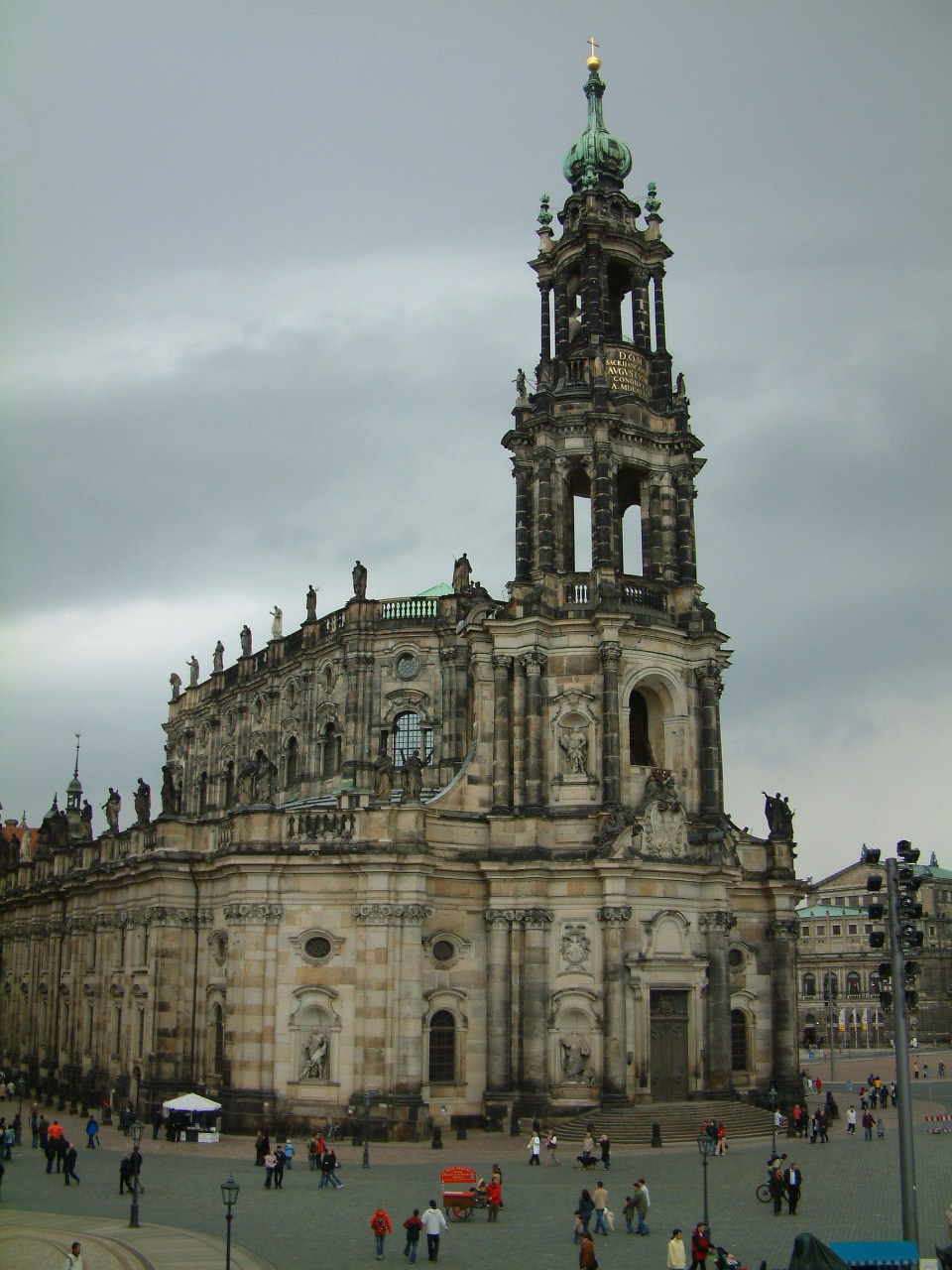
Vue extérieure prise de l'est.
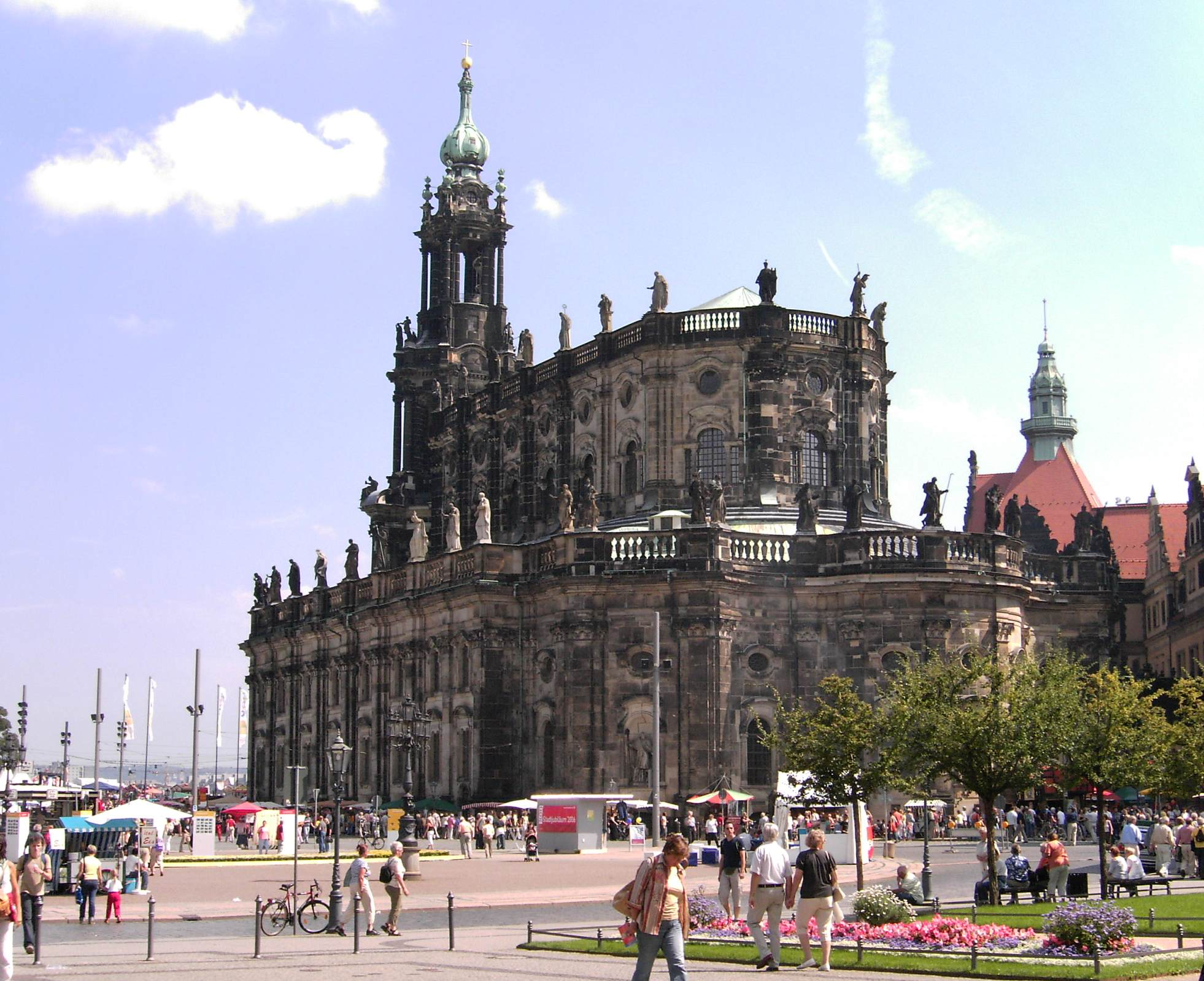
Vue extérieure prise de l'ouest.
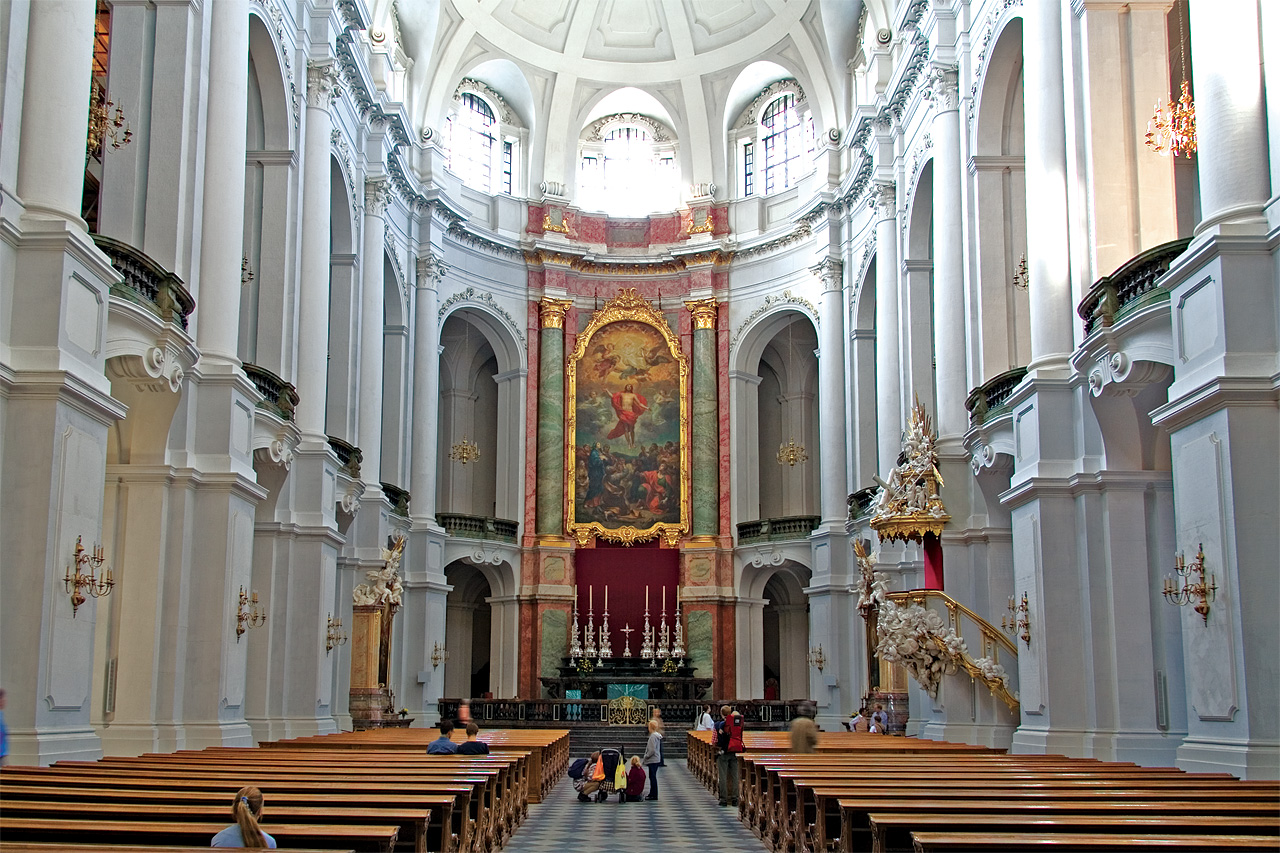
Nef et chœur.
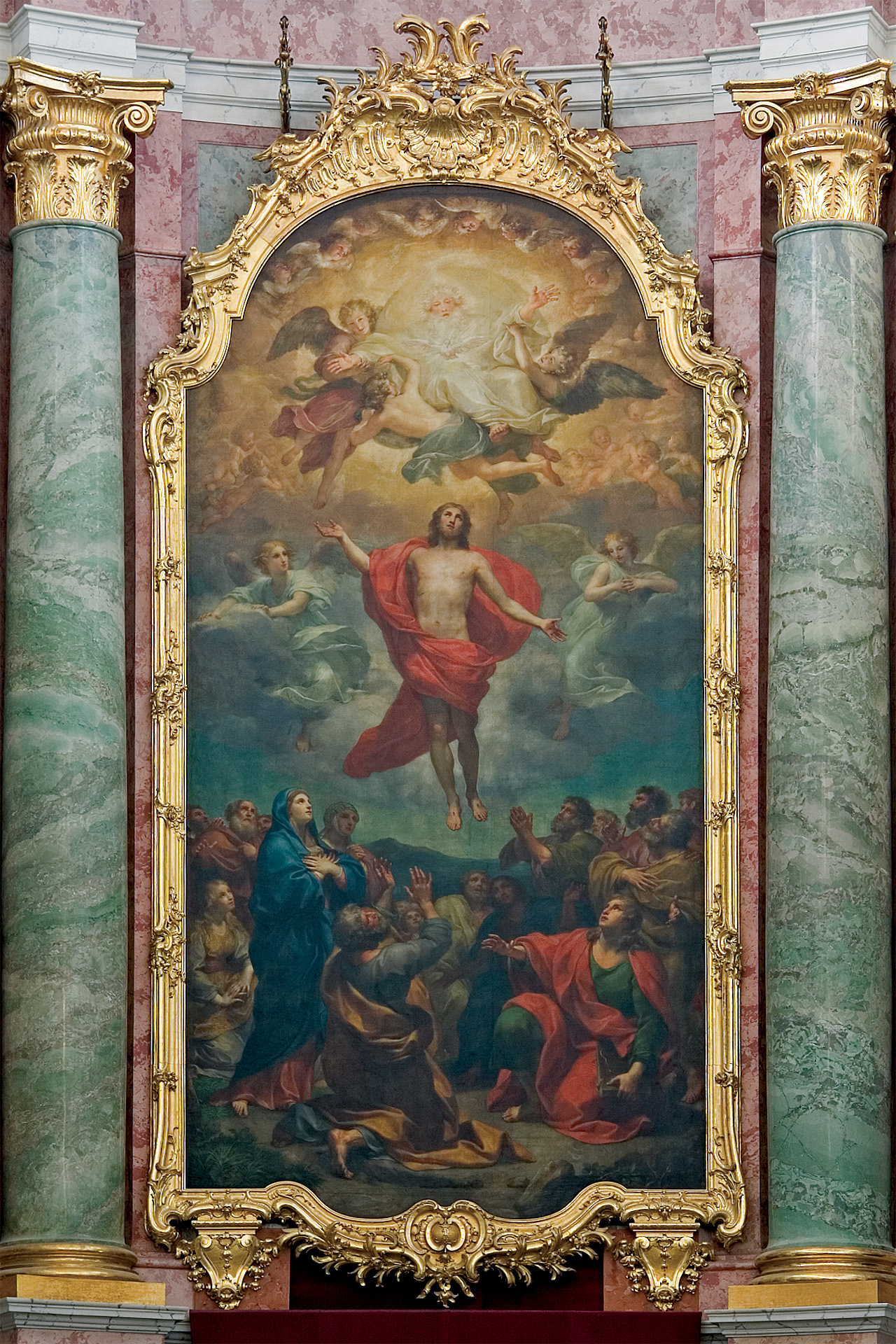
Tableau du maître-autel représentant l'Ascension par le peintre Anton Raphael Mengs.
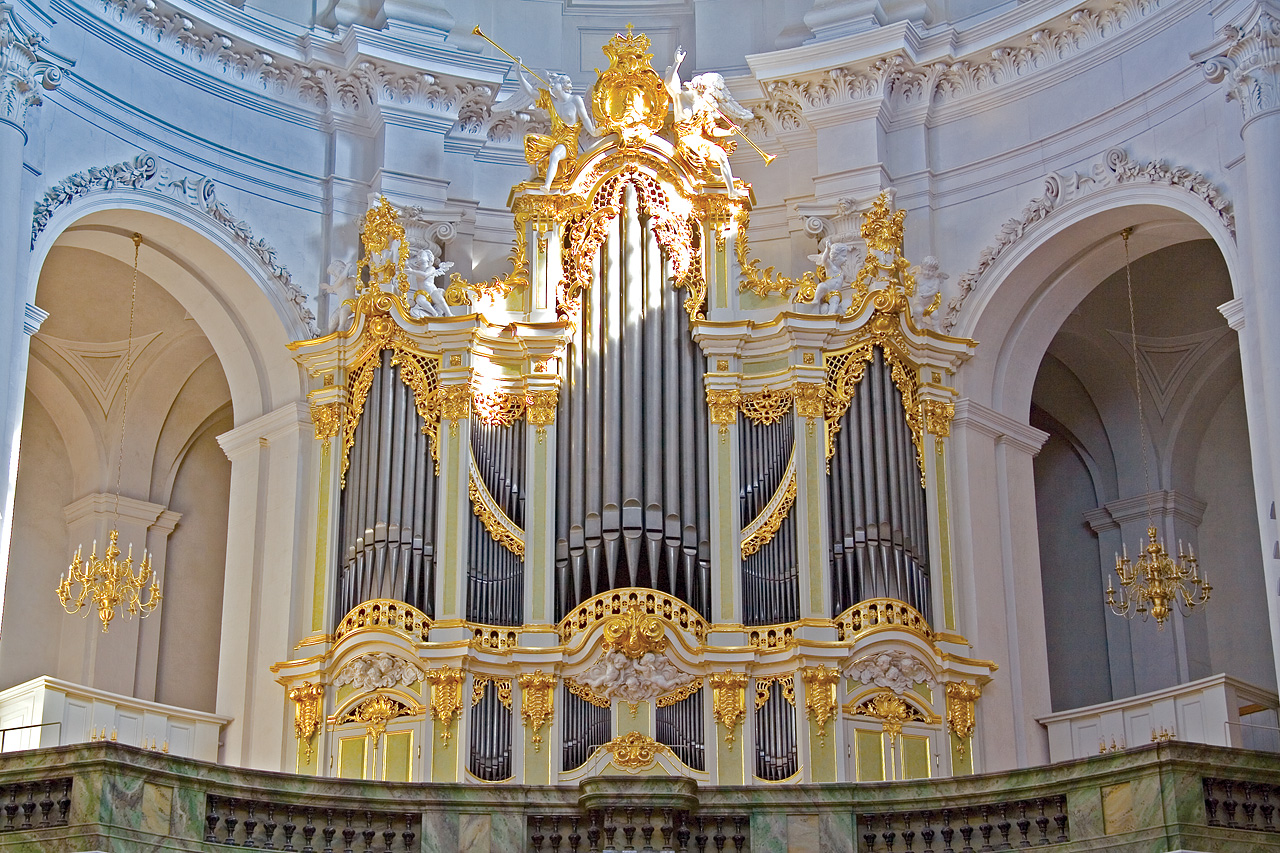
Orgue de Johann Gottfried Silbermann.
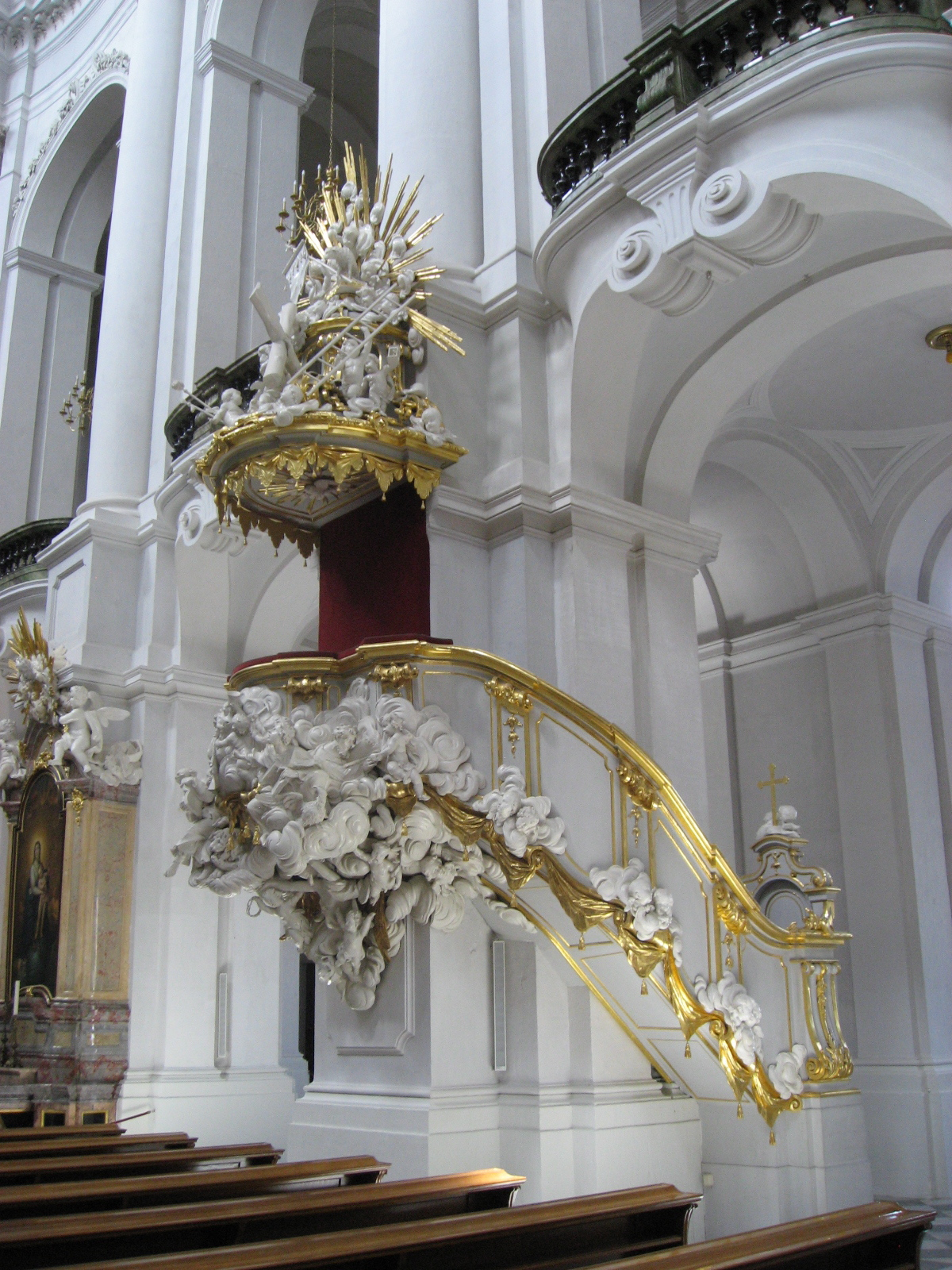
Chaire de Balthasar Permoser.

## Dimensions de la cathédrale
- Nef : 52,36 m (longueur) × 17,56 m (largeur) × 32,20 m (hauteur)
- Bas-côtés : 39,20 m (longueur) × 9,52 m (largeur) × 15,95 m (hauteur)
- Longueur totale : 92 m
- Largeur totale : 54 m
- Hauteur du clocher ajouré : 83 m
- Hauteur des 78 statues extérieures : 3 m
- Superficie totale : 4 800 m2

## Crypte royale

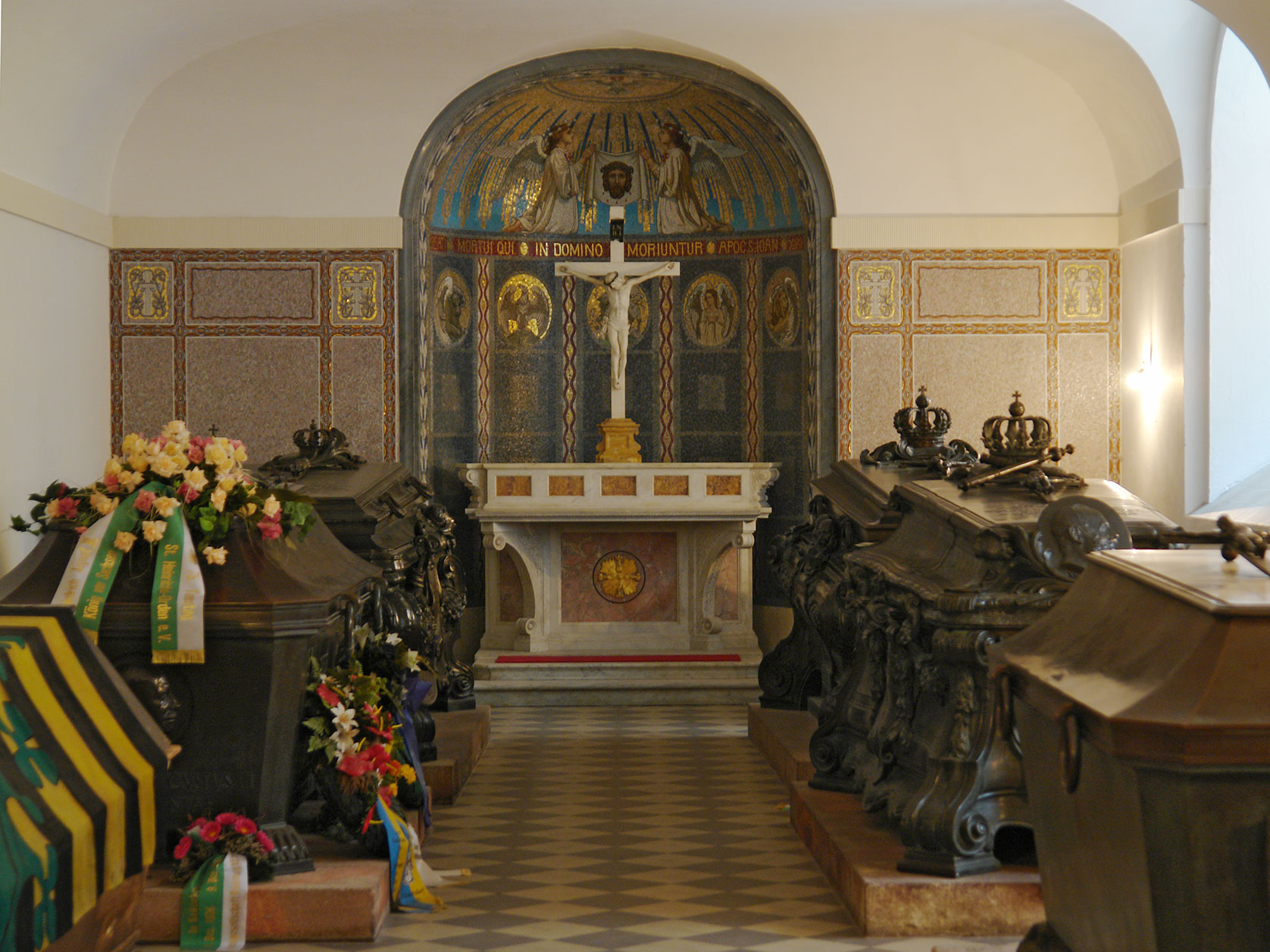
Vue de la Crypte nouvelle

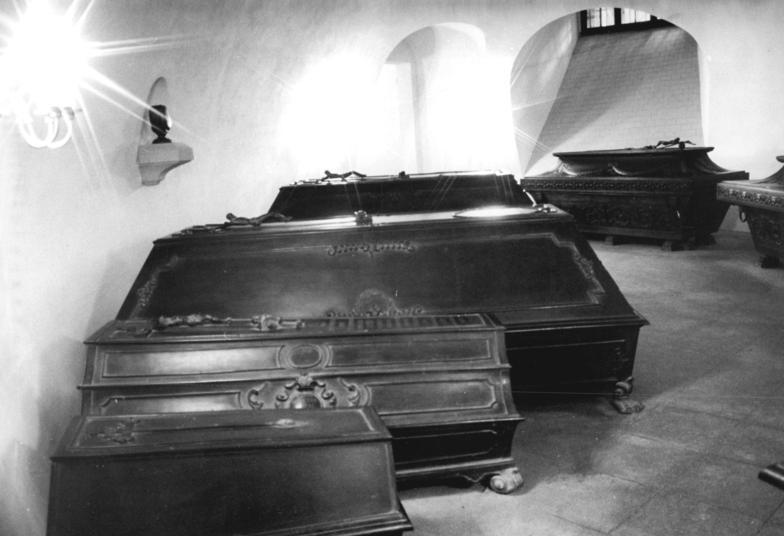
Vue de la Crypte du fondateur avec sur la corniche en haut à gauche le cœur d'Auguste II de Pologne

Dans la crypte de l'église sont enterrés 49 membres de la maison de Wettin:
1. Auguste II de Pologne, roi de Pologne et électeur de Saxe (12 mai 1670 - 1er février 1733). Seul son cœur est déposé dans une urne, son corps repose dans la cathédrale du Wawel à Cracovie.
2. Auguste III de Pologne, roi de Pologne et électeur de Saxe (17 octobre 1696 - 5 octobre 1763) (fils d'Auguste II de Pologne)
3. Marie-Josèphe d'Autriche, reine de Pologne et électrice de Saxe (8 décembre 1699 - 17 novembre 1757) (épouse d'Auguste III de Pologne)
4. Frédéric-Auguste de Saxe, prince de Pologne et de Saxe (18 novembre 1720 - 22 janvier 1721) (fils d'Auguste III de Pologne)
5. Joseph de Saxe, prince de Pologne et de Saxe (24 octobre 1721 - 14 mars 1728) (fils d'Auguste III de Pologne)
6. Marguerite de Saxe, princesse de Pologne et de Saxe (13 septembre 1727 - 1er février 1734) (fille d'Auguste III de Pologne)
7. François-Xavier de Saxe, prince de Pologne et de Saxe, régent de Saxe (25 août 1730 - 21 juin 1806) (fils d'Auguste III de Pologne)
8. Marie-Élisabeth de Saxe, princesse de Pologne et de Saxe (9 février 1736 - 24 décembre 1818) (fille d'Auguste III de Pologne)
9. Marie-Cunégonde de Saxe, princesse de Pologne et de Saxe (10 novembre 1740 - 8 avril 1826) (fille d'Auguste III de Pologne)
10. Frédéric IV de Saxe, électeur de Saxe (5 septembre 1722 - 17 décembre 1763) (fils d'Auguste III de Pologne)
11. Marie-Antoinette de Bavière, électrice de Saxe (18 juillet 1724 - 23 avril 1780) (épouse de Frédéric IV de Saxe)
12. Charles de Saxe, prince de Saxe (24 septembre 1752 - 8 septembre 1781) (fils de Frédéric IV de Saxe)
13. Joseph de Saxe, prince de Saxe (26 janvier 1754 - 25 mars 1763) (fils de Frédéric IV de Saxe)
14. Maximilien de Saxe, prince de Saxe (13 avril 1759 - 3 janvier 1838) (fils de Frédéric IV de Saxe)
15. Caroline de Bourbon-Parme, princesse de Saxe (22 novembre 1770 - 1er mars 1804) (première épouse de Maximilien de Saxe)
16. Amélie de Saxe, princesse de Saxe (10 août 1794 - 18 septembre 1870) (fille de Maximilien de Saxe)
17. Marie-Anne de Saxe, princesse de Saxe (27 février 1761 - 26 novembre 1820) (fille de Frédéric IV de Saxe)
18. Frédéric-Auguste Ier de Saxe, électeur de Saxe puis roi de Saxe, duc de Varsovie (23 décembre 1750 - 5 février 1827) (fils de Frédéric IV de Saxe)
19. Amélie de Deux-Ponts-Birkenfeld, reine de Saxe  (10 mai 1752 - 15 novembre 1828) (épouse de Frédéric-Auguste Ier de Saxe)
20. Augusta de Saxe, princesse de Saxe (21 juin 1782 - 14 mars 1863) (fille de Frédéric-Auguste Ier de Saxe)
21. Antoine Ier de Saxe, roi de Saxe (27 décembre 1755 - 6 juin 1836) (fils de Frédéric IV de Saxe et de Marie-Antoinette de Bavière)
22. Marie-Caroline de Savoie, princesse électorale de Saxe (17 janvier 1764 - 28 décembre 1782) (première épouse d'Antoine Ier de Saxe)
23. Marie-Thérèse d'Autriche, reine consort de Saxe (14 janvier 1767 - 7 novembre 1827) (seconde épouse d'Antoine Ier de Saxe)
24. Marie-Ludovica de Saxe, princesse de Saxe (14 mars 1795 - 25 avril 1796) (fille d'Antoine Ier de Saxe et de Marie-Thérèse d'Autriche)
25. Frédéric-Auguste de Saxe, prince de Saxe (Mort-né le 5 avril 1796) (fils d'Antoine Ier de Saxe et de Marie-Thérèse d'Autriche)
26. Marie-Jeanne de Saxe, princesse de Saxe (5 avril 1798 - 30 octobre 1799) (fille d'Antoine Ier de Saxe et de Marie-Thérèse d'Autriche)
27. Marie-Thérèse de Saxe, princesse de Saxe (Mort-né le 15 octobre 1799) (fille d'Antoine Ier de Saxe et de Marie-Thérèse d'Autriche)
28. Frédéric-Auguste II de Saxe, roi de Saxe (18 mai 1797 - 9 août 1854) (fils de Maximilien de Saxe et de Caroline de Bourbon-Parme)
29. Caroline de Habsbourg-Lorraine, princesse héritière de Saxe (8 avril 1801 - 22 mai 1832) (première épouse de Frédéric-Auguste II de Saxe)
30. Marie de Bavière, reine consort de Saxe (27 janvier 1805 - 13 septembre 1877) (seconde épouse de Frédéric-Auguste II de Saxe)
31. Jean Ier de Saxe, roi de Saxe (12 décembre 1801 - 29 octobre 1873) (fils de Maximilien de Saxe)
32. Amélie de Bavière, reine de Saxe (13 novembre 1801 - 8 novembre 1877) (épouse de Jean Ier de Saxe)
33. Marie de Saxe, princesse de Saxe (22 janvier 1827 - 8 octobre 1857) (fille de Jean Ier de Saxe)
34. Ernest de Saxe, prince de Saxe (5 avril 1831 - 12 mai 1847) (fils de Jean Ier de Saxe)
35. Sidonie de Saxe, princesse de Saxe (16 août 1834 - 1er mars 1862) (fille de Jean Ier de Saxe)
36. Albert Ier de Saxe, roi de Saxe (23 avril 1828 - 19 juin 1902) (fils de Jean Ier de Saxe)
37. Caroline de Vasa, reine de Saxe (5 août 1833 - 15 décembre 1907) (épouse d'Albert Ier de Saxe)
38. Georges Ier de Saxe, roi de Saxe (8 août 1832 - 15 octobre 1904) (fils de Jean Ier de Saxe)
39. Marie-Anne de Portugal, reine de Saxe (21 juillet 1843 - 5 février 1884) (épouse de Georges Ier de Saxe)
40. Marie-Jeanne de Saxe, princesse de Saxe (19 juin 1860 - 2 mars 1861) (fille de Georges Ier de Saxe)
41. Élisabeth de Saxe, princesse de Saxe (14 février 1862 - 18 mai 1863) (fille de Georges Ier de Saxe)
42. Mathilde de Saxe, princesse de Saxe (19 mars 1863 - 27 mars 1933) (fille de Georges Ier de Saxe)
43. Jean-Georges de Saxe, prince de Saxe (10 juillet 1869 - 24 novembre 1938) (fils de Georges Ier de Saxe)
44. Marie-Isabelle de Wurtemberg, princesse de Saxe (30 août 1871 - 24 mai 1904) (première épouse de Jean-Georges de Saxe)
45. Albert de Saxe, prince de Saxe (25 février 1875 - 16 novembre 1900) (fils de Georges Ier de Saxe)
46. Frédéric-Auguste III de Saxe, roi de Saxe (25 mai 1865 - 18 février 1932) (fils de Georges Ier de Saxe)
47. Georges de Saxe, prince héritier de Saxe (15 janvier 1893 - 14 mai 1943) (fils de Frédéric-Auguste III de Saxe)
48. Sophie de Luxembourg, princesse de Saxe (24 février 1902 - 24 mai 1941) (première épouse d'Ernest-Henri de Saxe)
49. Marie-Alix de Saxe, princesse de Saxe (22 août 1898 - 22 août 1898) (fille de Frédéric-Auguste III de Saxe)